# 第二楽章 (さだまさしのアルバム)
『第二楽章』（だいにがくしょう）は、シンガーソングライターさだまさしが2014年9月10日に発表した、ソロ38枚目、グレープ時代から通算すると42枚目のオリジナル・アルバムである。

## 概要
前作『もう来る頃…』から2年ぶりのオリジナル・アルバムで、先にシングルで発売されていた『残春』や他人に提供した曲のセルフカバーなども収録されている。アルバムタイトルは、さだによればキャリアは40年を超えたが「まだまだ第一楽章が終わったばかりだぞ、という自分への戒めのつもりだ」（ライナーノートより）。
当初はプロデューサーの渡辺俊幸、後輩で親交のあるTHE ALFEEの高見沢俊彦と3人で全曲コラボレーションのアルバムを目指そうとしたが、3人のスケジュール調整が付かなかったために断念し、他人への提供した楽曲などを含めて再構築された形になっている。
このアルバムのアートディレクションは箭内道彦が担当しており、若き日のさだをイメージした若手俳優の高杉真宙の写真を使用しているが、100枚に1枚の割合で2014年現在のさだ本人の写真が使用されたジャケットのバージョンもプレスされた。
セールス的にはオリコンチャート初登場7位となり、前作『もう来る頃…』(9位)、2013年リリースのベストアルバム『天晴〜オールタイム・ベスト〜』(3位）と3年続けてトップ10入りしている。

## 収録曲
1. 遠い夏（シネマ・ヴァージョン）
日本音楽事業者協会の創立50周年記念作品であるアニメ映画『ジョバンニの島』挿入曲。アルバムのオーバーチュアとして置かれた。映画で使用されたのはギターとさだのハミング版で、これはこの映画の原作・脚本を手掛けた杉田成道の希望で採用された。杉田は、かつてさだが主題歌を歌ったフジテレビのドラマ『北の国から』の演出家であり、その繋がりから『北の国から〜遥かなる大地より〜』のイメージを映した曲になっている。
2. 夢の轍
橋幸夫への提供曲。タイトルは1982年のさだのアルバム『夢の轍』と同題である。
3. さくらほろほろ
島根県邑南町イメージソング。日本香堂「毎日香」CMソング。
4. 茨の木
小林幸子への提供曲。2008年のさだの小説と同題である。
5. 残春
2002年のさだの短編小説集『解夏』収録の「サクラサク」が田中光敏監督によって『サクラサク』として映画化され、その主題歌として作られた。唯一先行シングルでリリースされている曲である。
6. 十三夜
鈴木雅之への提供曲。
7. 家路
ハウス食品「北海道シチュー」CMソング。2021年からはさだが観光大使を務める新十津川町の防災行政無線にて18時の時報メロディチャイムに採用されている[2]。
8. 豆腐が街にやって来る
盟友渡辺俊幸が音楽を担当したアニメ映画『宇宙兄弟#0』挿入曲。さだ自身も豆腐屋のオヤジ役の声優として映画に出演している[3]。
9. 死んだらあかん
2013年にNHKで往年の番組「夢であいましょう」をさだが再現した際に、友人である笑福亭鶴瓶が歌う曲として書かれた曲。このため、歌詞は関西弁である。
10. 君は歌うことが出来る
当初のアルバムのコンセプトであったさだ・渡辺・高見沢が組んだ曲で、「さださんってプログレですよね」と評している高見沢のアレンジによってキング・クリムゾン風のサウンドになり、そこにさだがマハヴィシュヌ・オーケストラのヴァイオリニスト・ジェリー・グッドマン的なヴァイオリンを少し足している。2014年8月からのNHK『今夜も生でさだまさし』オープニング・テーマ曲。
11. 遠い夏〜憧憬〜
冒頭に収録された『ジョバンニの島』挿入曲に歌詞を付けて新たに製作された楽曲。アルバムの最初の曲と最後の曲を同じ曲にする手法は、さだのソロ1枚目の『帰去来』(1976年)以来、『Glass Age』(1984年)・『逢ひみての』(1993年)などでも使用されているが、今回も同様の方法を使用している。

## 作詞・作曲・編曲
- 作詞：さだまさし
1曲目の「遠い夏（シネマ・ヴァージョン）」は歌詞が無いので、作詞なし。
- 作曲：全曲さだまさし
- 編曲
  - 「遠い夏（シネマ・ヴァージョン）」　編曲：さだまさし
  - 「夢の轍」「さくらほろほろ」「茨の木」「残春」「十三夜」「家路」「豆腐が街にやって来る」　編曲：渡辺俊幸
  - 「死んだらあかん」「君は歌うことが出来る」　編曲：高見沢俊彦　弦編曲：渡辺俊幸
  - 「遠い夏〜憧憬〜」　編曲：さだまさし　弦編曲：渡辺俊幸

## 主な参加ミュージシャン
- ボーカル、ヴァイオリン、アコースティックギター：さだまさし
- アコースティック・ギター：田代耕一郎
- エレキギター：松原正樹、高見沢俊彦、古川望
- ピアノ：倉田信雄
- シンセサイザー：本田優一郎
- ベース：岡田治郎
- ドラムス：島村英二、渡嘉敷祐一、吉田太郎
- クラリネット：平原まこと
- トランペット：木幡光邦
- トロンボーン：中川英二郎
- ハープ：朝川朋之
- ストリングス：篠崎正嗣ストリングス
- コーラス：比山貴咏史、木戸泰弘、佐々木久美、斉藤妙子、高尾直樹

## 参考資料
- 『第二楽章』 ブックレット